# 瀬田ハルヒ
瀬田 ハルヒ（せた ハルヒ、4月27日 - ）は、日本の漫画家。宮城県出身。宮城県第一女子高等学校（現：宮城県宮城第一高等学校）卒業。
2005年、『圧縮エモーション』でなかよし新人まんが賞準入選を受賞し、『なかよしラブリー』（講談社）2005年冬号でデビュー。同期は福田リンコ・葉山清加。一期上の茶匡は一卵性双生児の姉。『出口ゼロ』から大きく作風を変更した。

## 作品リスト

### 連載
- こどもじゃないから!（『なかよし』2008年10月号 - 2009年5月号） - 初連載
- 非科学常識ケータイくん! （『なかよし』2011年3月号 - 2011年9月号）
- 出口ゼロ（『なかよし』2012年11月号 - 2017年6月号）
- 最果てリセット（『ジーンLINE』2019年9月13日[2] - 2021年2月19日[3]）
- キミも今日から東大脳! QuizKnockの館へようこそ（『なかよし』2020年2月号[4] - 2022年1月号[5]）
- 会社帰りのパ・ド・ドゥ（『月刊モーニングtwo』2022年4号[6] - 2023年12月14日[注 1][8]）
- お菓子の家の魔女はやり直したい（『Palcy』2024年11⽉[9] - 連載中）

### 読切
- 圧縮エモーション（『なかよしラブリー』2005年冬号） - デビュー作
- 金縛り天国（『なかよし』2006年6月号） - 本誌初登場
- SHOCK'Nベイブ☆（『なかよしラブリー』2006年夏号）
- ぼくらは恋する星の下（『なかよしラブリー』2006年冬号）
- デリカシーがない!（『なかよし』2007年8月号）
- 君が好きだよ（『なかよしラブリー』2007年秋号）
- 桜の咲くまえに（『なかよし』2008年4月号）
- 20センチのライバル☆（『なかよしラブリー』2008年春号）
- ピタゴラスのメイク!（『なかよしラブリー』2008年夏号）
- 彼にはいえない!（『なかよしラブリー』2010年春号）
- うさ番！（『なかよしラブリー』2011年春号）
- 恋は武装、セーラー服。（『なかよし』2018年11月号）

### 書籍
講談社コミックスなかよし（KCなかよし）
- こどもじゃないから!（全2巻）
- ラブ・マニアックス!（全1巻）

短編集。「ピタゴラスのメイク!」、「桜の咲くまえに」、「ぼくらは恋する星の下」、「圧縮エモーション」の読み切り4作品が収録されている。
- 出口ゼロ（全14巻＋番外編1巻）
- 非科学常識ケータイくん!（全2巻）
- 地獄少女 閻魔あいセレクション 激こわストーリー
  - 罪（2009年7月17日発売、ISBN 978-4-06-364230-8）

アンソロジー。読み切り作品「私のねがい」が収録されている。
  - 幽（2011年11月4日発売、ISBN 978-4-06-364329-9）

アンソロジー。読み切り作品「道案内」が収録されている。
- 希望 本当にあったツライいじめ（2012年3月6日発売、ISBN 978-4-06-364344-2）

アンソロジー。読みきり作品「いじめのない学校」が収録されている。
- キズナ 本当にあった泣けちゃう感動ストーリー（2012年3月6日発売、ISBN 978-4-06-364346-6）

アンソロジー。読みきり作品「つながる思い」が収録されている。
- 本当にヤバイホラーストーリー 友だち地獄（2012年8月6日、ISBN 978-4-06-364360-2）

アンソロジー。読みきり作品「てるてる坊主」が収録されている。
モーニングKC
- 会社帰りのパ・ド・ドゥ（全4巻）
  1. 2022年9月22日発売[10]、ISBN 978-4-06-529043-9
  2. 2023年3月23日発売[11]、ISBN 978-4-06-531001-4
  3. 2023年9月22日発売[12]、ISBN 978-4-06-532868-2
  4. 2024年2月22日発売[13]、ISBN 978-4-06-534503-0

KADOKAWAジーンLINEコミックス
- 最果てリセット（既刊3巻）
  1. 2019年12月13日発売[14]、ISBN 978-4-04-064232-1
  2. 2020年4月15日発売[15]、ISBN 978-4-06-532868-2
  3. 2021年1月15日発売[16]

一般書籍
- QuizKnock式!! クイズ×まんがでみるみるモノ知りになれるbook（1）
- QuizKnock式!! クイズ×まんがでびっくりするほど面白いサイエンスbook
- QuizKnock式!! 大人もビックリ★新常識クイズBOOK

『キミも今日から東大脳！QuizKnockの館へようこそ』の連載分が収録されているが、QuizKnockとの共著で「KCなかよし」ではなく「KCピース」の扱い。